# АЕС Байрон
АЕС Байрон (англ. Byron Nuclear Generating Station) — діюча атомна електростанція в центральній частині США. Почала свою роботу в 1985 році.
АЕС названа на ім'я розташованого неподалік тауншипу Байрон в окрузі Огл штату Іллінойс і за 85 миль на захід від Чикаго.
Станція забезпечує електроенергією північний Іллінойс і місто Чикаго. У 2005 році вона виробляла у середньому близько 2450 МВт, що було достатньо для забезпечення близько 2 мільйонів середніх американських будинків. На станції працює понад 600 людей, переважно з округів Огл і Віннебаго, і вона має дві градирні заввишки 151 м.
АЕС Байрон було предметом певних суперечок щодо судового позову в 1981 році щодо забруднення підземних вод тритієм. Забруднення тритієм на атомній електростанції Байрон змусило штат Іллінойс прийняти законодавство, яке вимагає від АЕС повідомляти про таке забруднення штату протягом 24 годин.

## Історія
Будівництво АЕС Байрон розпочалося в 1975 році на ділянці площею 7,2 км², за 27 км)на південний захід від Рокфорда, штат Іллінойс, на південь від міста Байрон в окрузі Огл. Фірма Sargent & Lundy виступала інженером-консультантом під час будівництва, а Babcock & Wilcox спостерігала за завершенням будівництва корпусів реакторів. Перед завершенням будівництва корпусів реакторів і об’єктів принаймні три групи об’єдналися в 1981 році в судовому процесі, щоб зупинити завершення будівництва атомної електростанції Байрон. Ліга жінок-виборців, DeKalb Area Alliance for Responsible Energy та інші брали участь у судовому процесі щодо безпеки та потреби в станції. У 1984 році Рада з атомної безпеки та ліцензування, підрозділ Комісії ядерного регулювання США (NRC), зупинила заплановану атомну станцію в Байроні, відмовивши її власникам, тодішньому Едісону, надати дозвіл на початок експлуатації. Рішення виникло через занепокоєння щодо контролю якості незалежних підрядників, найнятих під час будівництва. Зрештою, у жовтні 1984 року рада скасувала своє рішення, і дозвіл на роботу було надано після повторної перевірки понад 200 000 предметів і компонентів на заводі.

## Інформація про енергоблоки
| Енергоблок | Тип реакторів          | Потужність | Потужність | Початок будівництва | Фізпуск    | Підключення до мережі | Введення в експлуатацію | Закриття |
| Енергоблок | Тип реакторів          | Чистий     | Брутто     | Початок будівництва | Фізпуск    | Підключення до мережі | Введення в експлуатацію | Закриття |
| ---------- | ---------------------- | ---------- | ---------- | ------------------- | ---------- | --------------------- | ----------------------- | -------- |
| Байрон-1   | PWR, W (4-loop) DRYAMB | 1167 МВт   | 1242 МВт   | 01.04.1975          | 02.02.1985 | 01.03.1985            | 16.09.1985              | -        |
| Байрон-2   | PWR, W (4-loop) DRYAMB | 1136 МВт   | 1210 МВт   | 01.04.1975          | 09.01.1987 | 06.02.1987            | 02.08.1987              | -        |